# Llavanera
La Vanéra (ou en catalan : riu Llavanera) est une rivière transfrontalière avec l'Espagne qui prend sa source dans les Pyrénées-Orientales.
Elle est un affluent du Sègre, lui-même affluent de l'Èbre.

## Géographie
La Vanéra prend sa source dans les Pyrénées, département des Pyrénées-Orientales, sur le versant nord-ouest du Puigmal et se jette dans le Sègre à l'aval de Puigcerdà en Espagne.
La Vanéra parcours 13,1 km en France.

### Régions et villes traversées
- France, Pyrénées-Orientales : Valcebollère, Osséja, Palau-de-Cerdagne ;
- Espagne, Catalogne : 3 km de la frontière française.